# Peter Forbes
Peter Forbes (Glasgow, 30 settembre 1952) è un attore scozzese, attivo in campo teatrale, televisivo e cinematografico.
Ha recitato nel West End nei musical A Funny Thing Happened on the Way to the Forum (1999), Mamma Mia (2002), Singin' in the Rain (2012) e Follies (2017) con Imelda Staunton.

## Filmografia parziale

### Cinema
- Ghiaccio Blu (Blue Ice), regia di Russell Mulcahy (1992)
- Wilde, regia di Brian Gilbert (1997)
- The Wife - Vivere nell'ombra (The Wife), regia di Björn Runge (2017)
- Judy, regia di Rupert Goold (2019)

### Televisione
- Metropolitan Police (The Bill) - serie TV, 5 episodi (1995-2005)
- Taggart - serie TV, 2 episodi (1997-2008)
- Casualty - serie TV, 5 episodi (1998-2004)
- EastEnders - serie TV, 2 episodi (2007)
- Doctors - serie TV, 1 episodio (2010)
- Holby City - serie TV, 1 episodio (2016)
- Il giovane ispettore Morse (Endeavour) - serie TV, 1 episodio (2017)
- The Crown - serie TV, 1 episodio (2017)
- Victoria - serie TV, 1 episodio (2017)
- King Lear - film TV, regia di Richard Eyre (2018)
- Manhunt - serie TV, 3 episodi (2019)